# Роебойное пчеловодство
Роебойное пчеловодство — пчеловодческая система, связанная с уничтожением пчёл при сборе мёда.
Роебойная система пчеловодства известна с древности и была распространена у многих народов.
Пчёл выкуривали из ульев дымом или сернистым газом. Кусок тряпки на конце палки, пропитанный расплавленной серой, поджигали и подкладывали под дуплянку, которую предварительно ставили на яму. От ядовитого дыма пчёлы задыхались и осыпались. Выкуривали тяжёлые ульи с мёдом. При этом погибали самые сильные семьи. Из ульев вырезали весь мёд.
При роебойной системе добычи мёда выкуривали не только сильные семьи, но и слабые, не подготовившиеся к зимовке. В России ежегодно убивали около 10 миллионов пчелиных семей.
Чтобы поддержать неизменным общее количество роев, на выбивку из ульев шло столько семей, сколько было получено новых.
Недостатки роебойной системы: уничтожались сильные семьи; получали нечистый мёд, который ценился на рынке вдвое дешевле мёда-подцеда.
Достоинства: ликвидация непродуктивных семей была целесообразна с точки зрения селекции. На зиму оставляли семьи средней семенной пчелы. В добытый таким образом мёд попадали не только переработанный пчёлами нектар, но и перга, маточное молочко.
Сильные пчелиные семьи успевали выпустить за сезон по нескольку роев. С первыми роями уходили старые матки. Рои-«перваки» принимали участие в главном медосборе и обеспечивали себя кормом на зиму.
Пчеловоды изыскивали различные способы отбора мёда без уничтожения пчёл. Для этого велось усовершенствование ульев, применялась перегонная система мёдоотбора.